# Phlebosphales albiplaga
Phlebosphales albiplaga är en fjärilsart som beskrevs av W. Warren 1905. Phlebosphales albiplaga ingår i släktet Phlebosphales och familjen mätare. Inga underarter finns listade i Catalogue of Life.